# Rajko Uršič
Rajko Uršič (20 marzo 1981) è un ex giocatore di calcio a 5 sloveno.

## Carriera
Rajko Uršič ha iniziato a praticare il calcio a 5 a livello agonistico all'età di diciott'anni, su suggerimento del fratello maggiore Boštjan; per alcuni anni i due Uršič hanno giocato insieme anche nella nazionale slovena. Rajko vi ha debuttato il 20 dicembre 2005 durante l'amichevole persa per 1-0 contro il Portogallo. In totale, ha disputato 91 partite e realizzato 19 reti, partecipando inoltre a due edizioni del campionato europeo. A livello di club, Rajko ha trascorso l'intera carriera in appena due società: Puntar e Kobarid.

## Palmarès
- Campionati sloveni: 3

Puntar: 2008-09
Kobarid: 2009-10, 2013-14
- Coppe di Slovenia: 4

Kobarid: 2004-05, 2005-06, 2014-15
Puntar: 2007-08